# Daytime Emmy Award for Outstanding Culinary Program
Der Daytime Emmy Award for Outstanding Culinary Program  (deutsch etwa: „Daytime Emmy für herausragende Kochsendungen“) ist ein jährlich von der National Academy of Television Arts and Sciences (NATAS) und der Academy of Television Arts & Sciences (ATAS) vergebener Fernsehpreis. Er wurde erstmals 2010 im Rahmen der Daytime Emmy Awards vergeben.
Am häufigsten gewann mit dreimal Barefoot Contessa mit Moderatorin Ina Garten den Award. Die Sendung war mit insgesamt sechs Nominierungen auch am häufigsten nominiert.

## Gewinner und Nominierte

### 2010er Jahre
| Jahr                                      | Sendung            | Fernsehsender | Ref(s) |
| ----------------------------------------- | ------------------ | ------------- | ------ |
| 2010                                      |                    |               |        |
| Giada at Home                             | Food Network       | [ 1 ]         |        |
| America's Test Kitchen                    | PBS                | [ 1 ]         |        |
| Gourmet's Adventures with Ruth            | PBS                | [ 1 ]         |        |
| Tyler's Ultimate                          | Food Network       | [ 1 ]         |        |
| 2011                                      |                    | [ 1 ]         |        |
| Avec Eric                                 | PBS                | [ 2 ]         |        |
| America's Test Kitchen                    | PBS                | [ 2 ]         |        |
| Cook's Country                            | PBS                | [ 2 ]         |        |
| Lidia's Kitchen                           | PBS                | [ 2 ]         |        |
| Secrets of a Restaurant Chef              | Food Network       | [ 2 ]         |        |
| 2012                                      |                    | [ 2 ]         |        |
| Bobby Flay's Barbecue Addiction: Season 1 | Food Network       | [ 3 ]         |        |
| Giada at Home                             | Food Network       | [ 3 ]         |        |
| Guy's Big Bite                            | Food Network       | [ 3 ]         |        |
| Sandwich King                             | Food Network       | [ 3 ]         |        |
| 2013                                      |                    | [ 3 ]         |        |
| The Best Thing I Ever Made                | Food Network       | [ 4 ]         |        |
| Trisha's Southern Kitchen                 | Food Network       | [ 4 ]         |        |
| Bobby Flay's Barbecue Addiction           | Food Network       | [ 4 ]         |        |
| Giada at Home                             | Food Network       | [ 4 ]         |        |
| Recipe Rehab                              | Syndikation        | [ 4 ]         |        |
| 2014                                      |                    | [ 4 ]         |        |
| The Mind of a Chef: Season 2              | PBS                | [ 5 ]         |        |
| A Moveable Feast with Fine Cooking        | PBS                | [ 5 ]         |        |
| Beer Geeks                                | Syndikation        | [ 5 ]         |        |
| Bobby Flay's Barbecue Addiction           | Food Network       | [ 5 ]         |        |
| Giada at Home                             | Food Network       | [ 5 ]         |        |
| My Grandmother's Ravioli                  | Cooking Channel    | [ 5 ]         |        |
| 2015                                      |                    | [ 5 ]         |        |
| Barefoot Contessa: Back to Basics         | Food Network       | [ 6 ]         |        |
| Guy's Big Bite                            | Food Network       | [ 6 ]         |        |
| Martha Bakes                              | PBS                | [ 6 ]         |        |
| The Mind of a Chef                        | PBS                | [ 6 ]         |        |
| My Grandmother's Ravioli                  | Cooking Channel    | [ 6 ]         |        |
| 2016                                      |                    | [ 6 ]         |        |
| Patricia Heaton Parties: Season 1         | Food Network       | [ 7 ]         |        |
| America's Test Kitchen                    | PBS                | [ 7 ]         |        |
| Cook's Country                            | PBS                | [ 7 ]         |        |
| Giada in Italy                            | Food Network       | [ 7 ]         |        |
| Mexico: One Plate at a Time               | PBS                | [ 7 ]         |        |
| Pati's Mexican Table                      | PBS                | [ 7 ]         |        |
| 2017                                      |                    | [ 7 ]         |        |
| Eat the World with Emeril Lagasse         | Amazon Prime Video | [ 8 ]         |        |
| America's Test Kitchen                    | PBS                | [ 8 ]         |        |
| Barefoot Contessa                         | Food Network       | [ 8 ]         |        |
| Guy's Big Bite                            | Food Network       | [ 8 ]         |        |
| The Mind of a Chef                        | PBS                | [ 8 ]         |        |
| Trisha's Southern Kitchen                 | Food Network       | [ 8 ]         |        |
| 2018                                      |                    | [ 8 ]         |        |
| A Chef's Life: Season 5                   | PBS                | [ 9 ] [ 10 ]  |        |
| Giada Entertains                          | Food Network       | [ 9 ] [ 10 ]  |        |
| Lidia's Kitchen                           | PBS                | [ 9 ] [ 10 ]  |        |
| The Mind of a Chef                        | PBS                | [ 9 ] [ 10 ]  |        |
| 2019                                      |                    | [ 9 ] [ 10 ]  |        |
| Valerie's Home Cooking                    | Food Network       | [ 9 ] [ 10 ]  |        |
| Barefoot Contessa: Cook Like a Pro        | Food Network       | [ 9 ] [ 10 ]  |        |
| Cook's Country                            | PBS                | [ 9 ] [ 10 ]  |        |
| Eat. Race. Win.                           | Prime Video        | [ 9 ] [ 10 ]  |        |
| Giada Entertains                          | Food Network       | [ 9 ] [ 10 ]  |        |
| Lidia's Kitchen                           | PBS                | [ 9 ] [ 10 ]  |        |

### 2020er Jahre
| Jahr                                             | Sendung          | Fernsehsender | Ref(s) |
| ------------------------------------------------ | ---------------- | ------------- | ------ |
| 2020                                             |                  |               |        |
| Giada Entertains                                 | Food Network     | [ 11 ]        |        |
| Barefoot Contessa: Cook Like a Pro               | Food Network     | [ 11 ]        |        |
| Milk Street                                      | PBS              | [ 11 ]        |        |
| 30 Minute Meals                                  | Food Network     | [ 11 ]        |        |
| Valerie's Home Cooking                           | Food Network     | [ 11 ]        |        |
| 2021                                             |                  |               |        |
| Barefoot Contessa: Cook Like a Pro               | Food Network     | [ 12 ]        |        |
| Lidia's Kitchen                                  | PBS              | [ 12 ]        |        |
| Lucky Chow                                       | PBS              | [ 12 ]        |        |
| Mise en Place                                    | Eater            | [ 12 ]        |        |
| Pati's Mexican Table                             | PBS              | [ 12 ]        |        |
| tasteMAKERS                                      | PBS              | [ 12 ]        |        |
| Trisha's Southern Kitchen                        | Food Network     | [ 12 ]        |        |
| 2022                                             |                  |               |        |
| Barefoot Contessa: Cook Like a Pro               | Food Network     | [ 13 ]        |        |
| Counter Space                                    | Vice TV          | [ 13 ]        |        |
| Guy's Ranch Kitchen                              | Food Network     | [ 13 ]        |        |
| Mary McCartney Serves It Up                      | discovery+       | [ 13 ]        |        |
| Valerie's Home Cooking                           | Food Network     | [ 13 ]        |        |
| 2023                                             |                  |               |        |
| José Andrés and Family in Spain                  | discovery+       | [ 14 ]        |        |
| Family Dinner                                    | Magnolia Network | [ 14 ]        |        |
| Martha Cooks                                     | Roku             | [ 14 ]        |        |
| Roadfood: Discovering America One Dish at a Time | GBH              | [ 14 ]        |        |
| Selena + Chef                                    | Max              | [ 14 ]        |        |
| 2024                                             |                  |               |        |
| Be My Guest with Ina Garten: Season 3            | Food Network     | [ 15 ]        |        |
| Family Dinner                                    | Magnolia Network | [ 15 ]        |        |
| Selena + Chef: Home for the Holidays             | Max              | [ 15 ]        |        |
| Valerie's Home Cooking                           | Food Network     | [ 15 ]        |        |
| What Am I Eating? with Zooey Deschanel           | Max              | [ 15 ]        |        |

## Mehrfach-Nominierungen

### 6 Nominierungen
- Barefoot Contessa

### 4 Nominierungen
- America's Test Kitchen
- Giada at Home
- Guy's Big Bite
- Valerie's Home Cooking

### 3 Nominierungen
- Bobby Flay's Barbecue Addiction
- Cook's Country
- Lidia's Kitchen
- The Mind of a Chef
- Trisha's Southern Kitchen

### 2 Nominierungen
- Family Dinner
- Giada Entertains
- My Grandmother's Ravioli
- Selena + Chef

## Mehrfach-Awards

### 3 Awards
- Barefoot Contessa

## Sender mit Mehrfachsiegen und -nominierungen

### Wins
- The Food Network (11)
- PBS (3)

### Nominierungen (3 oder mehr)
- The Food Network (35)
- PBS (26)
- Max (3)